# Богданлія
Богданлі́я (болг. Богданлия) — село в Софійській області Болгарії. Входить до складу общини Єлин Пелин.

## Населення
За даними перепису населення 2011 року у селі проживали 62 особи.
Національний склад населення села:
| Національність   | Кількість осіб | Відсоток |
| ---------------- | -------------- | -------- |
| болгари          | 59             | 95,2%    |
| турки            | 0              | 0%       |
| цигани           | 0              | 0%       |
| інша             | 0              | 0%       |
| не визначились   | 3              | 4,8%     |
| Всього відповіли | 62             |          |

Розподіл населення за віком у 2011 році:
Динаміка населення: